# Tongoloa zhongdianensis
Tongoloa zhongdianensis är en flockblommig växtart som beskrevs av Shou Lu Liou. Tongoloa zhongdianensis ingår i släktet Tongoloa och familjen flockblommiga växter. Inga underarter finns listade i Catalogue of Life.